# Iberisk grønspætte
Iberisk grønspætte (latin: Picus sharpei) er en spættefugl, der lever på den Pyrenæiske Halvø.